# Cod ATC J
Codul ATC J Antiinfecțioase de uz sistemic  este o parte a sistemului de clasificare anatomică, terapeutică și chimică a medicamentelor, un sistem dezvoltat de către Organizația Mondială a Sănătății (OMS) pentru clasificarea medicamentelor și a altor produse medicinale.
Codurile pentru preparatele de uz veterinar sunt create prin alipirea literei Q în fața codului ATC corespunzător produsului pentru uz uman; de exemplu, QJ. Codurile ATCvet care nu au un cod ATC corespunzător produsului de uz uman sunt citate începând cu Q în lista următoare.